# Árnfjarðarvík
Het Árnfjarðarvík is een fjord in het eiland Borðoy behorende tot de Faeröer. Het fjord steekt in noordwestelijke richting het eiland in en is ongeveer zeven kilometer lang. Aan het uiteinde van het fjord ligt het dorpje Árnafjørður.
In 1887 strandde er een Noors schip met hout in het fjord.